# U-commerce
U-commerce é a convergência total de todos os modelos de comércio virtual existentes, na tentativa de tornar as transações comerciais em operações independentes de dispositivo, posição física ou meio de transmissão de dados. O termo commerce significa "comércio"; e a letra U é utilizada para representar, simultaneamente, os conceitos principais desse novo modelo: Ubiquidade, Unicidade, Universalidade e Unissonância.
A ideia central proposta pelo modelo é de que, no futuro, não importará quantos ou quais dispositivos digitais o usuário carrega em seu bolso (ou mantém em casa): todos eles estarão sempre sincronizados; e acessarão os mesmos serviços de compra e venda eletrônica, sem nenhum tipo de restrição tecnológica.

## Nova geração de comércio eletrônico
A publicação mais antiga sobre U-commerce encontrada é datada de 2000, em uma coluna escrita por Richard T. Watson, e descreve de forma simples as diretrizes deste novo conceito. Em 2002, o mesmo autor publicou, juntamente com Leyland F. Pitt, Pierre Berthon e George M. Zinkhan, um artigo no Jornal da Academia de Marketing e Ciência com mais detalhes conceituais sobre o U-commerce; e adicionalmente apresenta um framework conceitual chamado U-Space, que pode ser utilizado como diretriz de implementação de novas relações de comércio eletrônico.
Em 2004, um outro artigo discute sobre a formação estrutural do U-commerce, apontando sobre os modelos anteriores de comércio eletrônico, que agrupados que formam o novo modelo. A publicação deste artigo e de alguns outros indica que o conceito de U-commerce está, de certo modo, em desenvolvimento.
Watson aponta quatro conceitos (ou traduções para a letra U) na identificação do novo modelo, que nesse artigo são traduzidas como Ubiquidade, Unicidade, Universalidade e Unissonância, para manter o aspecto cognitivo da letra U no nome U-commerce.

### Ubiquidade
Termo traduzido diretamente do inglês Ubiquity é utilizado para descrever o fenômeno de propagação da tecnologia digital e o acesso indistinto de diversos dispositivos a Internet. Eletrodomésticos, carros, celulares, PDAs, televisores e uma infinidade de outros dispositivos digitais podem atualmente manter uma conexão com a rede mundial de computadores. Esse fato da margem para um novo tipo de comércio baseado na rede que indistingue tipo de hardware, mas que deve considerar outros diversos requisitos de segurança e portabilidade.

### Unicidade
Traduzido do inglês Uniqueness representa o segundo pilar de atuação do U-commerce, a unicidade ou individualidade de cada usuário, aspectos regionais, gostos, configurações e outras peculiaridades do usuário podem ser analisadas para aplicação de publicidade e serviços que atendam os desejos dele. O 'marketing' direcionado talvez seja a mais importante ferramenta de venda no varejo e no comércio eletrônico e é importante fazer parte das novas implementações do U-commerce.

### Universalidade
Este termo foi traduzido diretamente do Inglês Universality e representa a necessidade de padrões de utilização de redes e dispositivos. Por exemplo, um usuário comum possui diversos meios de acesso a Internet (ubiquidade) como computador, celular e televisor, mas destes 3 apenas seu computador funcionará sem modificações caso ele tenha de se mudar de país ou continente porque redes de celular e de sinal de televisão ainda não possuem um padrão único de funcionamento e talvez nunca terão. Para que o usuário possa utilizar qualquer dispositivo onde quer que esteja novas tecnologias universalizadas devem ser desenvolvidas, tanto no sentido de criação de novos padrões como no esforço conjunto de trabalho colaborativo ou interoperabilidade da infraestrutura.

### Unissonância
Do termo em inglês Unison, a unissonância é basicamente a unificação e interoperabilidade entre os diversos dispositivos interconectados. Todos os aparelhos eletrônicos que compartilham tipos iguais de informação devem estar sempre atualizados, modificações em um dispositivo deve ser propagada a todos os outros aparelhos de forma completamente transparente ao usuário, que assim poderá fazer uso de suas informações em qualquer lugar e com qualquer um de seus dispositivos digitais.